# ポール・セザール・エリュー
ポール・セザール・エリュー（Paul César Helleu、1859年12月17日 - 1927年3月23日）はフランスの画家である。洗練された女性の肖像画で知られる。

## 略歴
モルビアン県のヴァンヌで税関の役人の息子に生まれた。父親が没した後、パリに移り、パリの高校で学んだ。1876年にパリのエコール・デ・ボザールに入学し、ジャン＝レオン・ジェロームに学ぶが、外光派の画家たちに関心があった。ホイッスラーやサージェントといった肖像画家と友人となり、画商のポール・デュラン＝リュエルの画廊で開かれた第2回の印象派展で会ったクロード・モネと友人となった。
絵が売れるようになる前は陶芸家のデック（Théodore Deck）の工房で食器に絵を描いて生活費を稼いだ。イタリア生まれの印象派画家、ジョヴァンニ・ボルディーニとも知り合い親友となった。
1885年にロンドンを訪れた後はジャック＝エミール・ブランシュとともに当時のイギリスで流行していた肖像画のスタイルで熱心に描くことになった。
1884年に裕福な貴族のゲラン夫人（Madame Guérin）の依頼で娘のアリス・ゲラン（1870年生まれ）の肖像画を描くことになり、2人は2年後に結婚することになった。アリスを描いた絵は1885年のサロンに出展された。1886年にはいくつかの展覧会で注目されるようになった。この年に開かれた第8回の印象派展にはエドガー・ドガからの要請があったが、友人のモネとともに参加するのを断った。
アリスとの結婚によってパリの文化人のサークルに加わることになり、ロベール・ド・モンテスキューが作品を購入し、王族に紹介され多くの肖像画を描くなど画家として成功した。
1902年に国民美術協会の会員に選ばれ、1904年にレジオンドヌール勲章を受勲した。

## 作品
- アリス・ゲランの肖像画
- Mademoiselle Vaughan
- Camara
- Rêverie (Daydream)
- ドーヴィルの港
- 微笑
- 女性像
- ヘレナ・ルビンスタイン